# NGC 3691
NGC 3691 ist eine leuchtschwache, spiralförmige Zwerggalaxie vom Hubble-Typ SB/P im Sternbild Löwe an der Ekliptik. Sie ist schätzungsweise 45 Mio. Lichtjahre von der Milchstraße entfernt und hat einen Durchmesser von etwa 20.000 Lj.

Im selben Himmelsareal befinden sich u. a. die Galaxien NGC 3681, NGC 3684, NGC 3686.
Das Objekt wurde am 14. März 1784 von Wilhelm Herschel entdeckt.